# WYFR
WYFR es una estación de radio de onda corta localizada en Okeechobee, Florida, Estados Unidos. La estación es propiedad de Family Stations, Inc., y es parte de la cadena Family Radio, que emite programación religiosa cristiana a las audiencias internacionales. Su sigla de identificación significa "We're Your Family Radio" ("Somos la radio de su familia") 
Nótese que la señal de intervalo de la emisora es una interpretación de las primeras ocho notas de "A Dios sea la Gloria".
La emisora emite actualmente en las frecuencias de 5950, 6065, 6685, 6855, 6890, 7455, 7780, 9505, 9525, 9715, 9860, 11565, 11740, 11830, 11855, 11970, 13695, 17535, 17555 y 17760 kHz a Norteamérica.